# Eric Carruthers
Eric Carruthers   (Toronto, 10 de novembre de 1895 - Tidworth, 19 de novembre de 1931) va ser un jugador d'hoquei sobre gel canadenc de naixement, però britànic d'adopció, que va competir durant la dècada de 1920. Era germà del també jugador d'hoquei sobre gel Colin Carruthers. Durant la Primera Guerra Mundial va lluitar a l'Exèrcit britànic, arribant al grau de major de la Royal Artillery.
El 1924 va prendre part en els Jocs Olímpics de Chamonix, on guanyà la medalla de bronze en la competició d'hoquei sobre gel. Quatre anys més tard, als Jocs de Sankt Moritz fou quart en la competició d'hoquei sobre gel.